# Lean wit Me
«Lean wit Me» (с англ. — «Выпей со мной лина») — песня американского хип-хоп исполнителя Juice WRLD. Она была включена в качестве седьмой песни в трек-лист дебютного студийного альбома Goodbye & Good Riddance (2018). «Lean wit Me» был выпущен в качестве третьего сингла альбома 22 мая 2018 года. Песня была написана Juice WRLD и спродюсирована Ником Мира. Сингл получил положительные отзывы от современных музыкальных критиков. В США он достиг высшей позиции под номером шестьдесят восемь в американском чарте Billboard Hot 100. Сингл с тех пор был сертифицирован платиной Ассоциацией звукозаписывающей индустрии Америки (RIAA). Сопроводительное музыкальное видео было срежиссировано Sherif Alabede, в котором Juice WRLD борется с наркозависимостью

## История
«Lean wit Me» — третий сингл дебютного студийного альбома Goodbye & Good Riddance. Как один из более личных треков в альбоме, «Lean wit Me» является отражением аддикции. Песня обращается к проблемам Juice WRLD со злоупотреблением психоактивными веществами.

## Композиция
«Lean wit Me» — среднетемповый хип-хоп трек, длительностью двух минут и пятидесяти пяти секунд. Как и его предыдущие записи, «Lean wit Me» —  это мучительная мелодичная рэп-песня. Текст песни содержит тёмные лирические темы с сильной фиксацией на наркомании и созерцании смертности. Лирика пронизана отсылками, относящимися к наркотикам и пьянству, к тому, как злоупотребление наркотиками может привести к самоуничтожению и трагической романтике. На протяжении всей музыкальной композиции его мелодический вокальный стиль часто переходит на меланхоличный крунинг.

## Отзывы
«Lean wit Me» получил положительные отзывы от современных музыкальных журналистов. Аарон Уильямс для Uproxx похвалил лирику Juice WRLD, утверждая, что автор песни «подробно описывает злоупотребление наркотиками, которое может заставить в будущем дважды подумать о его решениях».
Продюсер трека, Ник Мира, изначально был обвинен в плагиате. По версии журнала TMZ, Мира украл ритм и основу инструментала у продюсера из Колорадо, Джерома Уиллиша. Ник все отрицал и показал структуру своего бита на YouTube-канале Internet Money.

## Коммерческий успех
В США «Lean wit Me» впервые появился в чарте Billboard Hot 100, дебютировав под номером восемьдесят семь 17 августа 2018 года с 10,9 миллионами стримов в США и 1000 цифровых загрузок. На той же неделе сингл вошел под номером сорок четыре в чарте Hot R&B/Hip-Hop Songs. На следующей неделе «Lean wit Me» поднялся на три места, достигнув номера восемьдесят четыре в чарте Billboard Hot 100. В конце концов, песня поднялась на свою пиковую позицию под номером шестьдесят восемь на Hot 100 в выпуске от 1 сентября 2018 года, который был ее третьей неделей в чарте. В конечном итоге он достиг двадцать шестого места в чарте Hot R&B / Hip-Hop Songs в выпуске, датированного 1 сентября 2018 год. «Lean wit Me» вошел и достиг пиковой позиции под номером двадцать один в чарте США Hot Rap Songs. В Канаде «Lean wit Me» дебютировал под номером девяносто три в канадском чарте Canadian Hot 100, где он достиг высшей позиции под номером семьдесят девять. 11 декабря 2018 года «Lean wit Me» был сертифицирован платиной Ассоциацией звукозаписывающей индустрии Америки (RIAA) при продаже одного миллиона платных цифровых загрузок.

## Чарты
| Чарт (2018)                           | Высшая позиция |
| ------------------------------------- | -------------- |
| Канада (Canadian Hot 100)             | 72             |
| США Billboard Hot 100                 | 68             |
| США Hot R&B/Hip-Hop Songs (Billboard) | 26             |
| США Hot Rap Songs (Billboard)         | 21             |

## Сертификации
| Регион | Сертификация  | Продажи   |
| --- | ------------- | --------- |
| Канада (Music Canada) | 5× Платиновый | 400 000   |
| США (RIAA) | Платиновый    | 1 000 000 |
| ^ Данные о тиражах приведены только на основе сертификации. · Данные о продажах + прослушиваниях приведены только на основе сертификации. |               |           |